# RW Cephei
RW Cephei ist ein Hyperriese. Er ist der leuchtkräftigste Stern der Sternassoziation Cep OB1, die im Sternbild Kepheus auf der nördlichen Halbkugel zu finden ist.
Mit dem Mehrfach-Sternsystem SU Lacertae bildet RW Cephei einen scheinbaren Doppelstern, er selbst befindet sich allerdings in einer deutlich größeren Entfernung.

## Name
Der erste Namensteil „RW“ folgt den Regeln zur Benennung veränderlicher Sterne und besagt, dass RW Cephei der fünfzehnte veränderliche Stern ist, der im Sternbild Kepheus entdeckt wurde. Der zweite Namensteil „Cephei“ entspricht dem Genitiv des lateinischen Namens des Sternbilds Kepheus.

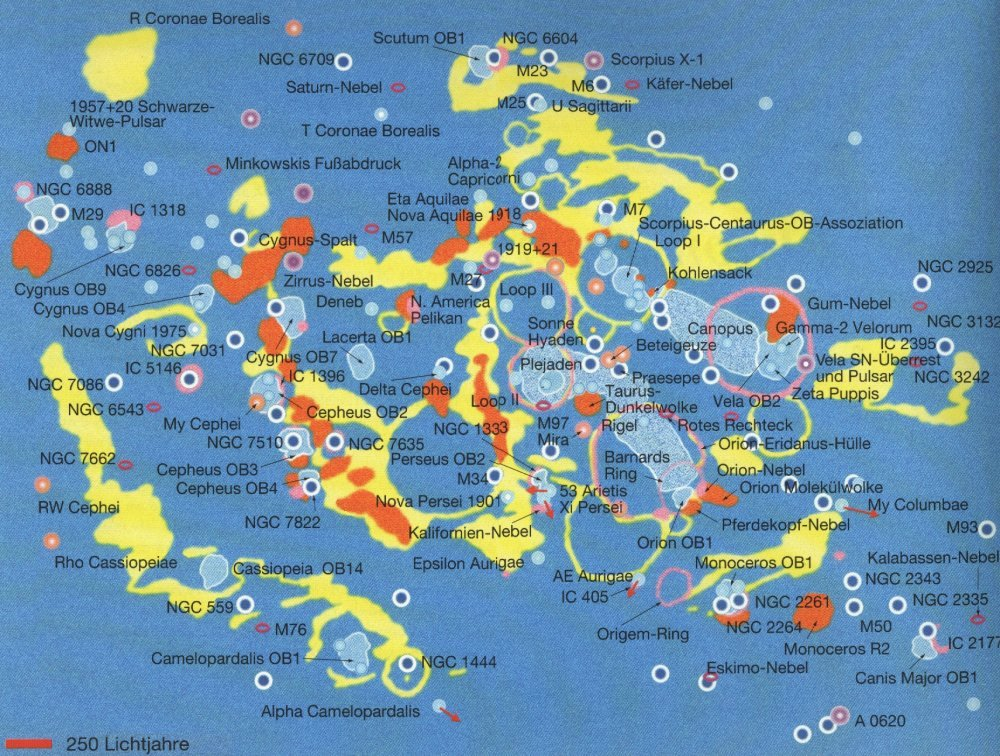
Position von RW Cephei (am linken Bildrand)

## Physikalische Eigenschaften
RW Cephei gehört wahrscheinlich einem späten G-Spektraltyp (G8 Ia) oder frühen K-Typ (K Ia) an. RW Cephei ist ein Hyperriese und einer der hellsten Sterne überhaupt. Die Masse von RW Cephei beträgt ca. 40 Sonnenmassen. Solche Sterne verbrauchen ihren Kernbrennstoff früh, sie werden nur einige Millionen Jahre alt, ehe sie als Supernova oder als eine bisher noch hypothetische Hypernova explodieren und schließlich als Pulsare bzw. Neutronensterne oder sogar als Schwarze Löcher enden.
Der veränderliche Stern RW Cephei gehört zu den halbregelmäßig Veränderlichen (semireguläre Sterne).